# こたつの鉄人
こたつの鉄人は、フジテレビ系で放送した5分間予告番組である。

## 概要
和式の部屋に炬燵、湯気のやかん、掛け軸「食に国境はなし」、蜜柑、回によってはシャンパン、で寛いで、2012年12月31日放送の「世界の鉄人ドリームマッチ！アイアンシェフ生対決スペシャル」の予告、見所、インタビュー、過去の料理の鉄人の対決VTR等を2012年12月24日から30日まで放送した。
出演は道場六三郎、服部幸應、三田友梨佳。スポンサーは存在しない。この番組終了直後に『福嵐』の予告放送番組へと続く。
インタビューにはアイアンシェフと対戦相手以外に福井謙二アナウンサーも登場している。掛け軸「食に国境はなし」の道場のコメントなどもあった。

## 放送時間
- 12月24日　1：45～1：50
- 12月25日　0：35～0：40
- 12月26日　1：25～1：30
- 12月27日　0：55～1：00
- 12月28日　0：25～0：30
- 12月29日　1：10～1：15
- 12月30日　0：25～0：30

## メインMC
- 道場六三郎
- 服部幸應
- 三田友梨佳フジテレビアナウンサー

## その他の出演
- 黒木純
  - 2012年12月29日放送回において、本戦同様に幼い頃から「料理の鉄人」の道場にあこがれを持っていたことを語り、戦うからには胸を借りることを語っていた[4]。対する道場はほとんどの料理の鉄人の実況アナウンスでのインタビューでは「勝つ」「負けない」が多かったが、今回の対決では本戦同様「勝負は審査員だけが知っている」ということしか語っていない。
- 脇屋友詞
- 須賀洋介
- イアン・キティチャイ
- 森本正治
- 福井謙二フジテレビアナウンサー